# Peón de Berolina
Un Peón de Berolina es una pieza de ajedrez mágica que constituye una de las variantes más conocidas del ajedrez. Fue inventada por Edmund Nevermann en 1926, en la ciudad de Berlín.

## Reglas de la pieza
Sobre el tablero el peón de berolina avanza 1 casilla siempre hacia adelante con excepción del movimiento inicial que pueden ser 2, pero siempre en diagonal, lo que la mayoría de veces le brinda dos caminos posibles (c1>, o1X>, o2X>).También la forma de captura es distinta, pues captura moviendo una sola casilla hacia adelante, diferente al ajedrez tradicional donde normalmente puede amenazar dos casillas diagonalmente. La captura al paso se realiza con un peón de frente a la primera casilla en diagonal por la que se desplaza.

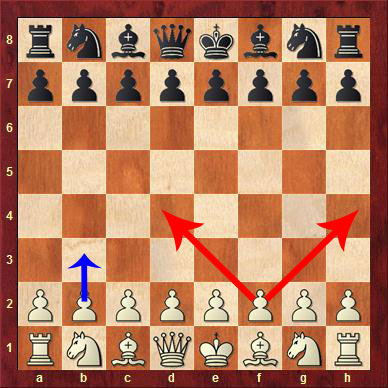
Comprender las reglas del Ajedrez de Berolina es sencillo. Si has jugado antes ajedrez tradicional, todos los movimientos y jugadas de siempre se mantienen, con una clara, simple, pero importante excepción: los Peónes. Para una rápida compresión, sus alternativas de movimiento y captura están invertidos.

Estadísticamente parece ofrecer un juego más equilibrado que el ajedrez tradicional. En el ajedrez ortodoxo suele reconocerse que las blancas poseen una ligera ventaja sobre las negras desde el inicio de la partida, reflejada en el porcentaje de victorias. Muchas veces en la literatura ajedrecista se ha analizado este factor llegándose a la misma conclusión. Pero el Ajedrez Berolina parece ser más equitativo.
Blanco 2584 (49.44 %) negro 2550 (48.79 %) Tablas 92 (1.76 %)
El ajedrez Berolina también posee una cantidad considerable de variantes que intentan utilizar y explotar especialmente este peón.

## Otros Nombres
A esta pieza se le puede llamar también:
- Antipeón
- Peon Berlínnes
- Esclavo
- Peon reverso

## Piezas Similares
Jack o Sectariano
Un peón multi-direccional; es decir, que puede moverse un paso en ortogonal sin capturar, y se mueve un paso en diagonal para capturar.
Teragambito
Un Peón de Berolina multi-direccional y lo contrario del Jack, mueve un paso en diagonal cuando no captura, y captura moviendo un paso en ortogonal.
Peón de Hierro
Un Peón indestructible. Al llegar a la última fila corona en cualquier pieza, pero ya no sigue siendo indestructible.
Esclavo (Hiper-Ajedrez)
Igual que un Peón de Berolina, solo que corona únicamente en Anti-Rey.
Peón Plus Berolina
Igual que un Peón de Berolina, pero adicionalmente puede hacer capturas en una casilla a los lados.